# Äänekoski
Äänekoski là một thị xã và đô thị của Phần Lan.
Vị trí ở tỉnh Tây Phần Lan trong vùng Trung Phần Lan. Đô thị này có dân số 20.350 người (năm 2007) và diện tích 763,00 km² trong đó có 163,68 km² là diện tích mặt nước. Mật độ dân số là 22,9 người trên mỗi km².

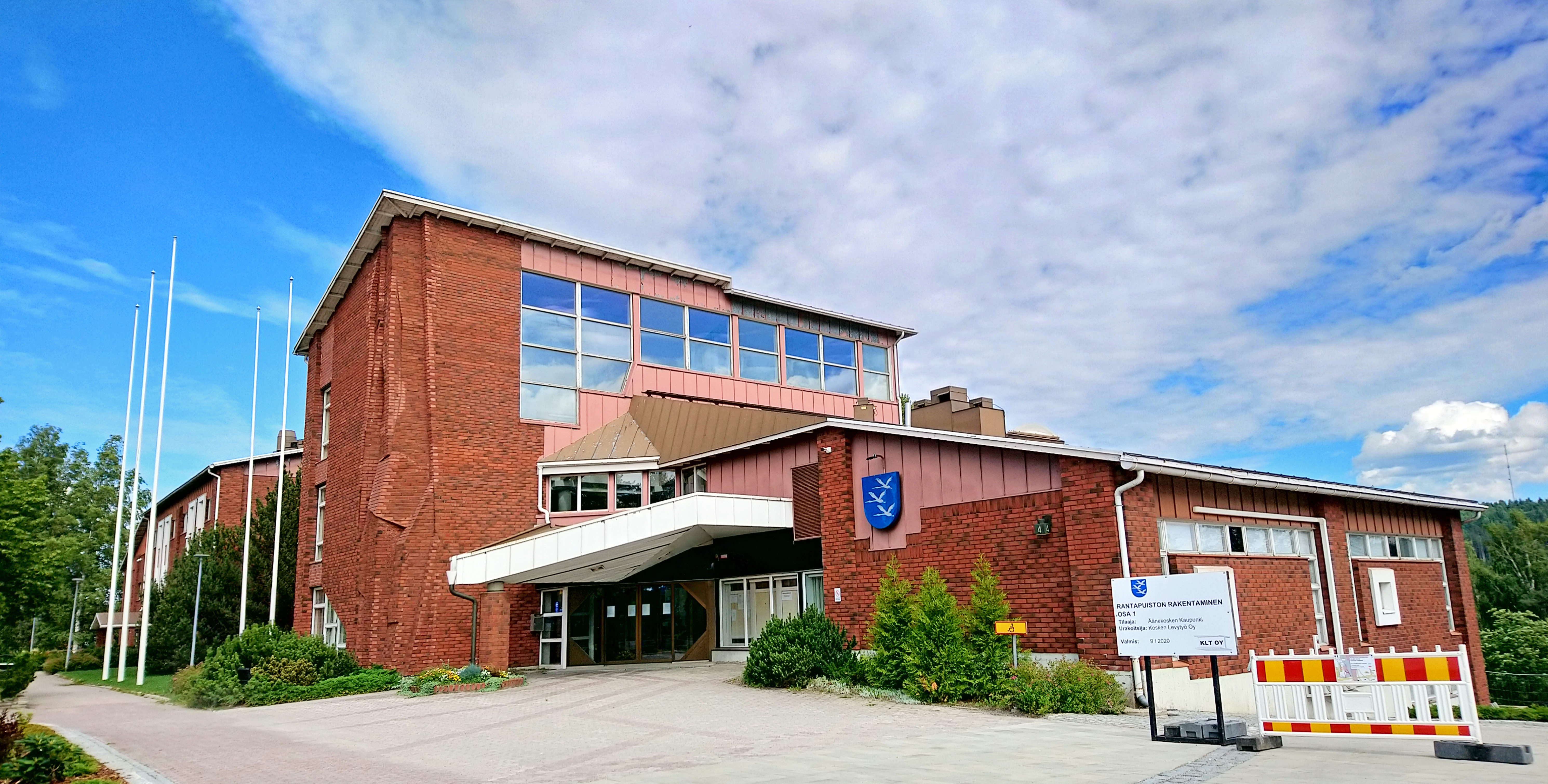

Dân đô thị này chỉ sử dụng tiếng Phần Lan
Năm 2004, tai nạn đường bộ tồi tệ nhất ở Phần Lan đã xảy ra ở Äänekoski, đó là tai nạn xe buýt Konginkangas.